# صاعد اندلسی
ابوالقاسم، صاعد اندلسی تغلبی (۱۰۲۹، آلمریا - ۱۰۷۰م، تولدو) (نسب: صاعد بن احمد بن عبدالرحمان بن صاعد) قاضی، ریاضی‌دان، فیلسوف علمی و تاریخ‌نگار عرب اندلسی در سدهٔ پنجم هجری/ یازدهم میلادی بود که پژوهش‌هایی در علوم گوناگون از جمله اخترشناسی داشت و آثاری نگاشت. تغلبی در آلمریا زاده شد. قضاوت در تولدو را برعهده گرفت تا اینکه همان‌جا درگذشت. جوامع الأخبار الأمم من العرب و العجم (سرگذشت‌های مردم عرب و غیر عرب)، صوان الحکم در طبقه‌بندی حکیمان، مقالات أهل الملل و النحل، إصلاح حرکات النجوم، تاریخ اندلس، تاریخ اسلام، طبقات الأمم از آثار برجستهٔ اوست.

معروف‌ترین و یگانه اثر سالم به جای مانده از او کتاب التعریف به طبقات الامم هست که به «تاریخ علم» در دوران کهن می‌پردازد.